# Matheus Rocha Pitta
Matheus Rocha Pitta (Tiradentes, 1980) é um artista plástico brasileiro. Em 2008, recebeu o Illy Sustain Art Prize, tendo participado da Bienal de Taipei e da Bienal Internacional de São Paulo. Sua obra faz parte de coleções como as do Museu de Arte Moderna do Rio de Janeiro e do Castello di Rivoli. Também teve mostras de sua obra no Museu de Arte do Rio, na Fondazione Morra Greco, no Palais de Tokyo, no Krannert Art Museum e no Museu de Arte Moderna de São Paulo.